# Ebersroda
Ebersroda is een ortsteil van de Duitse gemeente Gleina in de deelstaat Saksen-Anhalt. Ebersroda was tot 1 juli 2009 een zelfstandige gemeente in de Burgenlandkreis.